# Língua bagri
A língua Bagri (बागड़ी) é um idioma que forma um continuum dialetal entre as línguas Hariani, Rajastani, e Panjabi e leva o nome da região Bagar Ttract do Noroeste da Índia. Os falantes estão principalmente em Índia, com bolsões nos distritos de Bahawalpur e Bahawalnagar de Panjabe, Paquistão.
Bagri é uma típica Indo-Ariana semelhante às vizinhas línguas Hariani, Panjabe e Haryani, A línguagem tem uma similaridade lexical muito alta (65%) com Haryanvi. 

## Falantes
De acordo com o Censo de 2011, existem 234.227 falantes de Bagri Rajasthani e 1.656.588 falantes de Punjabi Bagri. 

## Escrita
A língua usa a escrita Devanagari com 10 vogais e 4 diacríticos para vogais. Usam-se 31 letras para consoantes.

## Fonologia
São 31 os sons consoante, 10 vogais, 2 ditongos e 3 tomss (alto, médio, baixo)..

## Gramática
- Existem dois números: singular e plural.
- Dois gêneros: masculino e feminino.
- Três casos: simples, oblíquo e vocativo. A marcação do caso é parcialmente flexional e parcialmente pos-posicional.
- Substantivos são declinados de acordo com seus segmentos finais.
- Todos os pronomes são flexionados para número e caso, mas o gênero é distinguido apenas nos pronomes da terceira pessoa do singular.
- Os pronomes de terceira pessoa são diferenciados na dimensão proximidade/afastamento em cada gênero.
- Os adjetivos são de dois tipos: terminando em /-o/ ou não.
- Números cardinais até dez são flexionados.
- Tanto o presente quanto o particípio passado funcionam como adjetivos.
- É uma língua de frases SOV (Sujeito, Verbo, Objeto).

### Verbos
- Existem três tempos e quatro modos.

### Sintaxe
- Os tipos de frase são de natureza tradicional.
- Coordenação e subordinação são muito importantes em frases complexas.
- Léxico paralelo existe, sendo muito importante do ponto de vista sociolinguístico.

## Amostras
- रो नाम के है|Tero nām ke hai|Qual é o seu nome?
- किन्नै जावै है?|kinne jāve hai|Onde você vai?
- इन्नै आ|inne ā|Venha aqui
- क्यूकर है?|kyūkara hai|Como vai?
- टींगर टीटणं नां मार|ṭīṅgar ṭīṭaṇ nā mār|Ei garoto! Não perca nosso tempo.
- तन्नै कुचरणीं ही करनी है के?|tannai kučaraṇīṃ hī karni hai ke|Você só quer perturbar as coisas?
- बातां गा पीसा लागै है.|bātāṃ gā pīsā lāgai hai|Falar custa dinheiro.
- मुंह करै जिया बताऊ जिसों या मुंह करै बताऊ बरगो | Munh Kara jiyā Batāū Jiso ou Munh Kara Batāū Bargo | Seu rosto parece uma berinjela.
- क्यांमी राफ चोड़ी करै है रे?|kyāmī rāpha čoṛī karai hai re|Por que você está fazendo sua boca como a de um idiota?
- के करे है?|ke kare ha|O que você está fazendo?
- रोळो है के कोई तेरै|rollo ha ke koī terai|Você tem algum problema?
- तू कठै गयैड़ो हो|muito kathai gayairo ho|Onde você foi?
- कठैउं आन लाग रह्यो है?|kaṭhū ān lāga rahyo ha|De onde você vem?
- भांडा|bhanda|Utensílios
- घोड़ो होव जिओं|Ghodo hov jiya|Como um cavalo
- कोजवाड़|kojwād|Embaraçoso}
- ब्या मे कुन आयो|bayha mai kun aayo|Quem veio no casamento?
- टावरो के करो हो|tabaro ke karo ho|O que estão fazendo crianças?
- परनै बळै नी|parne bale ni|Vá para o inferno}

## Trabalhos sobre Bagri
- Grierson, G. A. 1908. (Reprint 1968). Linguistic Survey of India. Volume IX, Part II. New Delhi: Motilal Banarasidass
- Gusain, Lakhan. 1994. Reflexives in Bagri. M.Phil. dissertation. New Delhi: Jawaharlal Nehru University
- Gusain, Lakhan. 1999. A Descriptive Grammar of Bagri. Ph.D. dissertation. New Delhi: Jawaharlal Nehru University
- Gusain, Lakhan. 2000a. Limitations of Literacy in Bagri. Nicholas Ostler & Blair Rudes (eds.). Endangered Languages and Literacy. Proceedings of the Fourth FEL Conference. University of North Carolina, Charlotte, 21–24 September 2000
- Gusain, Lakhan. 2000b. Bagri Grammar. Munich: Lincom Europa (Languages of the World/Materials, 384)
- Gusain, Lakhan. 2008. Bagri Learners' Reference Grammar. Ann Arbor, Michigan: Northside Publishers
- Wilson, J. 1883. Sirsa Settlement Report. Chandigarh: Government Press

## Localidades
Onde se lada Bradri na Índia e no Paquistão:

Bagri é a primeira língua em Sirsa
Bagri é a primeira língua no oeste de Fatehabad
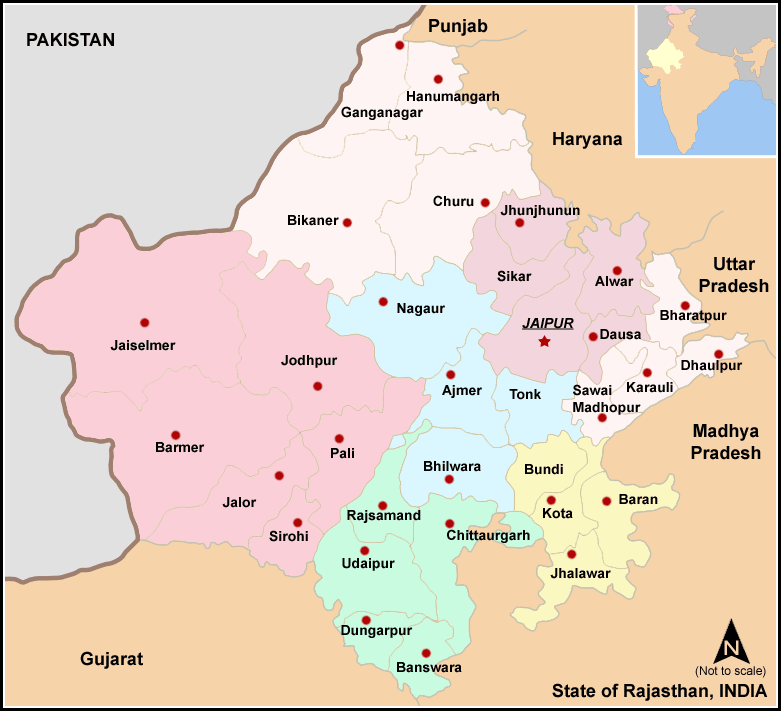
Bagri é a primeira língua de Ganganagar , Hanumangarh , parte noroeste de Churu e uma língua importante na parte noroeste de Jhunjhunu no Rajastão.
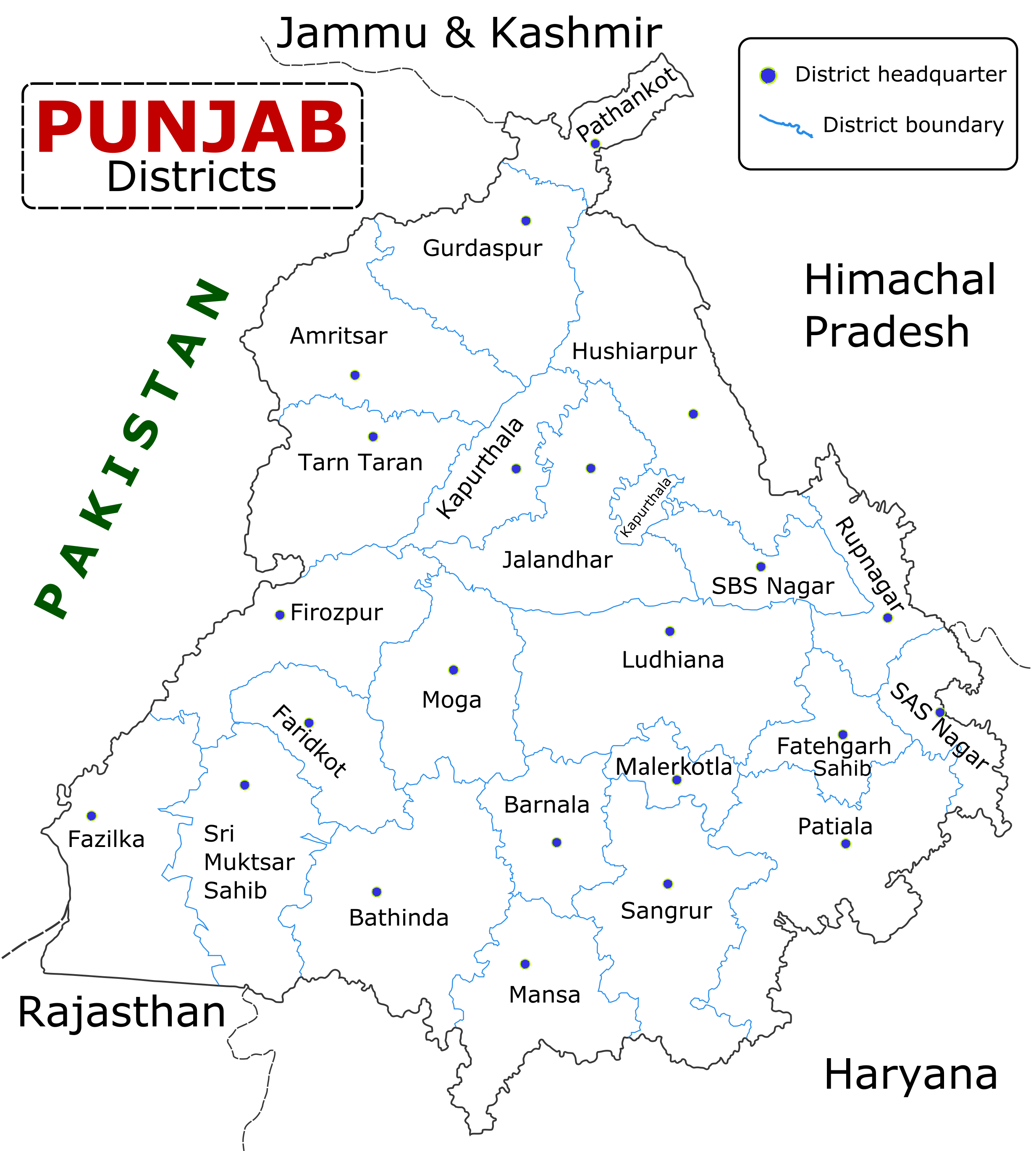
Bagri é a língua principal em Fazilka e como uma língua menor nas aldeias do sul de Muktsar do sul do Punjab (Índia).
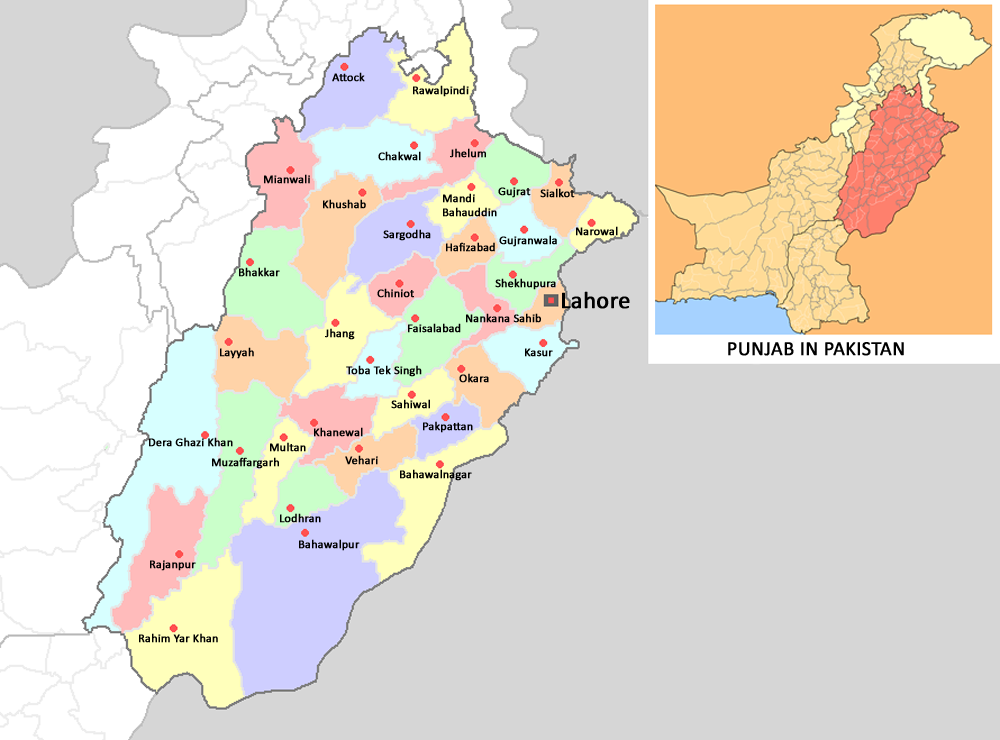
Bagri é uma língua menor é falada em Bahawalpur e Bahawalnagar de Punjab, Paquistão, embora não seja considerada parte de Bagar.